# 와타나베촌
와타나베촌(渡辺村)은 후쿠시마현 이와키군에 속했던 촌이다. 현재의 이와키시 남부 (오나하마 지역), 조반선 이즈미역 북서 일대 가미도강 유역에 해당한다. 현재의 이와키시 남부 (오나하마 지역), 조반선 이즈미역 북서 일대 가미도강 유역에 해당한다. 또한, 현재, 구촌역에 속하는 오아자는 와타나베정을 포함한다

## 역사
- 1889년 4월 1일 - 정촌제 시행에 의해 7촌이 합병해 기쿠다군 와타나베촌이 성립하였다.
- 1954년 3월 31일 - 오나하마정이 이즈미정, 에나정, 와타나베촌과 합병해 이와키시가 되었다
- 1966년 10월 1일 - 다이라 시, 우치고 시, 이와키 시, 나코소 시, 조반 시, 이와키 군 요쓰쿠라 정, 도노 정, 오가와 정, 요시마 촌, 미와 촌, 다비토 촌, 가와마에 촌, 후타바군 히사노하마 촌, 오히사 촌과 합병해 이와키시가 성립하였다.

## 교통

### 철도노선
촌 지역으로 철도는 통과하지 않았으나 조반선 이즈미역이 소재하였다.

### 도로
현재는 조반 자동차도가 구촌역을 통과하지만, 당시는 미개통.